# غوردون شاندلير (نحات)
غوردون شاندلير (بالإنجليزية: Gordon Chandler)‏ هو نحات أمريكي، ولد في 1953.